# Vanessa (opera)
Vanessa è la prima opera lirica del compositore americano Samuel Barber. Il libretto di Gian Carlo Menotti non si rifà a un modello specifico, ma è ispirato alle "atmosfere" gotiche delle storie della scrittrice danese Karen Blixen della raccolta Seven Gothic Tales (pubblicate con lo pseudonimo Isak Dinesen). 
 L'opera fu rappresentata per la prima volta al Metropolitan Opera House di New York il 15 gennaio 1958 diretta da Dimitri Mitropoulos con Eleanor Steber nel ruolo della protagonista.

## Fortuna e circolazione dell'opera
Nonostante il forfait di Sena Jurinac, prevista titolare del ruolo, a sole sei settimane dalla prima, il debutto di Vanessa fu particolarmente fortunato, dato che valse a Barber la vittoria del Premio Pulitzer per la musica. La fortuna del debutto fu adombrata da un episodio che non piacque al compositore: la scrittrice Blixen, presente in sala, se ne andò prima che lo spettacolo finisse dichiarandosi improvvisamente malata.
Fuori dagli Stati Uniti l'opera conobbe alterne fortune: ebbe poco successo al Festival di Salisburgo dove fu rappresentata nel 1959, mentre più applaudita fu la sua prima rappresentazione italiana al Festival dei Due Mondi di Spoleto due anni più tardi. In Italia tornò solamente nel 2006 al Teatro Massimo di Palermo.
Pur non essendo entrata stabilmente nel repertorio operistico, l'opera è molto popolare all'estero dove circola nella seconda versione approntata nel 1965 (diretta da William Steinberg), in cui il numero degli atti è ridotto a tre. Particolarmente conosciuti ed eseguiti come brani da concerto sono l'aria di Vanessa He has come! He has come... Do not utter a word, quella di Erika Must the winter come so soon? e il quintetto dell'ultimo atto To leave, to break.

## Cast della prima assoluta
| Ruolo              | Registro vocale | Interprete della prima versione | Interprete della seconda versione |
| ------------------ | --------------- | ------------------------------- | --------------------------------- |
| Vanessa            | soprano         | Eleanor Steber                  | Mary Costa                        |
| Erika              | mezzosoprano    | Rosalind Elias                  | Rosalind Elias                    |
| La Baronessa       | contralto       | Regina Resnik                   | Blanche Thebom                    |
| Anatol             | tenore          | Nicolai Gedda                   | John Alexander                    |
| Il vecchio dottore | basso           | Giorgio Tozzi                   | Giorgio Tozzi                     |
| Nicholas           | basso           | George Cehanovsky               | Russel Christopher                |
| Il valletto        | basso           | Robert Nagy                     | Arthur Graham                     |

## Trama

### Atto 1
L'opera è ambientata in un non specificato paese del Nord Europa: in una villa di campagna abitano Vanessa, la Baronessa sua madre e la nipote Erika. Vanessa è in uno stato di ansia febbrile: attende l'arrivo dell'amato Anatol, l'amante che non vede e non sente da vent'anni. La fine della loro scandalosa relazione (Anatol era infatti sposato) non è bastata a placare il risentimento della Baronessa, che da allora si rifiuta di parlare con la figlia. 
Anatol arriva, e Vanessa, rimasta sola, gli chiede di non parlare e di non guardarla finché non abbia finito il loro discorso: Vanessa gli chiede di parlarle solo se sente di amarla ancora, e di andarsene in silenzio nel caso contrario. Anatol le risponde che l'ama, ma Vanessa, sgomenta, non riconosce il suo amante nel giovane intruso, e chiama a gran voce soccorso. Erika, rimasta sola con il giovane, ascolta la sua storia: egli è il figlio di Anatol, di cui porta il nome, che dopo la morte del padre ha voluto conoscere la donna da lui tanto amata. I due finiscono di parlare seduti cenando al tavolo preparato da Vanessa per il "vecchio" Anatol.

### Atto 2
È passato un mese dall'arrivo di Anatol in quella casa: Erika racconta alla nonna della notte passata insieme e della subitanea proposta di matrimonio fattale, ma la giovane, benché innamorata, si rende conto che Anatol è arido e incapace di amare. Inoltre, superato lo shock iniziale, anche Vanessa si è invaghita del giovane, e racconta alla nipote della promessa di matrimonio che anche lei ha ricevuto da Anatol. Erika interroga il giovane, il quale senza imbarazzo le ribadisce la propria schietta filosofia di vita, e anzi, le rinnova la sua proposta di matrimonio anche di fronte alla Baronessa. Erika, tuttavia, rifiuta Anatol per non vedere ancora una volta il cuore della zia spezzato.

### Atto 3
Durante il cenone di Capodanno, viene annunciato il fidanzamento tra Vanessa e Anatol. La donna è pero turbata dall'assenza al festino non solo della madre ma anche della nipote: Erika, infatti, diserta la festa perché non riesce più a nascondere la gravidanza sempre più evidente (ella infatti aspetta il figlio di Anatol). Nonostante il freddo e le insistenze della nonna, Erika esce di casa per abortire.

### Atto 4
L'intera casa è preoccupata per l'assenza di Erika, e Vanessa inizia a sospettare qualcosa: Anatol torna dopo averla trovata vicino al laghetto ghiacciato, macchiata di sangue. Interrogata dalla nonna, Erika le svela la verità, e la Baronessa, così come ha fatto con la figlia, si chiude in un silenzio ostinato anche con la nipote.
Due settimane dopo, la coppia di novelli sposi si prepara a partire: prima di andarsene, Vanessa tenta un'ultima volta di confrontarsi con la nipote per sapere il motivo del suo comportamento, ma Erika non le racconta nulla. Rimasta sola con la Baronessa, Erika ordina al maggiordomo di coprire tutti gli specchi, esattamente come ha fatto la zia vent'anni prima con il vecchio Anatol.

## Incisioni discografiche
| Anno | Cast (Vanessa, Erika, La Baronessa, Anatol, Il vecchio dottore)                   | Direttore           | Etichetta |
| ---- | --------------------------------------------------------------------------------- | ------------------- | --------- |
| 1958 | Eleanor Steber, Rosalind Elias, Regina Resnik, Nicolai Gedda, Giorgio Tozzi       | Dimitri Mitropoulos | RCA       |
| 2002 | Christine Brewer, Susan Graham, Catherine Win Rogers, William Burden, Neal Davies | Leonard Slatkin     | Chandos   |

## Registrazioni video
| Anno | Cast (Vanessa, Erika, La Baronessa, Anatol, Il vecchio dottore)                      | Direttore   | Etichetta |
| ---- | ------------------------------------------------------------------------------------ | ----------- | --------- |
| 2018 | Emma Bell, Virginie Verrez, Rosalind Plowright, Edgaras Montvidas, Donnie Ray Albert | Jakub Hrůša | Opus Arts |